# Born to Lose
Born to Lose è un singolo del gruppo musicale inglese UFO, pubblicato nel 1978.

## Tracce
Lato A
1. Born to Lose (Way, Mogg)

Lato B
1. Reasons Love (Schenker, Mogg)